# Dimitrie Borca
Dimitrie Borca (n. 8 noiembrie 1883, Apadia, comitatul Caraș-Severin, Regatul Ungariei – d. 6 decembrie 1947, Buziaș, Regatul României) a fost un medic român greco-catolic și delegat la Marea Adunare Națională de la Alba Iulia din 1 decembrie 1918.

## Biografie
În 1910 a absolvit Facultatea de Medicină din Budapesta. A fost delegat din partea Cercului electoral Tormac, la Marea Adunare Națională de la Alba – Iulia din 1 decembrie 1918 la care s-a decretat unirea Transilvaniei cu România. În perioada interbelică a fost medic balneolog la Buziaș, primar între anii 1937-1940 și a participat la organizarea Gărzii Naționale Române locale.